# Vera (empresa)
Vera és un operador de telecomunicacions que va néixer de la fusió de Goufone, Iguana i Soomfibra. Té la seu a Gurb (Osona), i ofereix serveis de connexió a internet via fibra òptica o radioenllaç, telefonia fixa, mòbil, televisió i energia verda. La companyia és de capital 100% català, i comptava en els seus inicis amb una plantilla de 180 persones, set botigues pròpies, una cartera de 50.000 llars i presència en 15 comarques. En la seva constitució, el conseller delegat era Marc Mundó.
Va tancar el 2023, el seu primer exercici, amb un volum de negoci de 36 milions d'euros i un EBITDA de més de 10 milions, procedents de 55.000 clients i 160.000 serveis actius.

## Història[calcitació]
Vera neix de la fusió de tres operadors de telecomunicacions: Goufone, Iguana i Soomfibra.
Goufone es funda el 2015 fruit de la fusió de GurbTec Telecom (Gurb, 2010) i Gaufix-Osofon (Taradell, 2010), dues empreses que oferien serveis de connexió a Internet a través de radioenllaç a la comarca d'Osona. El mateix any de la fusió, comencen a desplegar la seva pròpia xarxa de fibra òptica a Osona i d'altres comarques, servei que acabarà esdevenint el producte insígnia de l’operador amb més de 4.000 km de fibra pròpia desplegats fins al 2021. Aquest mateix any comença a oferir serveis de comercialitzadora d'energia 100% verda i autoconsum.
Iguana Comunicacions es constitueix l’any 2012 com a evolució d’una entitat sense ànim de lucre que dissenyava i construïa xarxes de radioenllaç per la comarca de l’Anoia. És el primer operador a fer arribar la fibra òptica a Igualada (2014), i posteriorment desplega la seva pròpia xarxa a altres municipis com Masquefa, Jorba, Capellades, Castellolí, Copons, entre d'altres.
Soomfibra neix l’any 2018 a la comarca del Bages en el context d’un creixement i una alta demanda del servei per part de clients residencials. L’empresa forma part del grup CITTEC, S.L (Centre Integral de Telecomunicacions i Tecnologies de Catalunya) i té com a objectiu donar serveis de telecomunicacions i tecnologies a empreses i particulars del Bages amb un servei personalitzat i proper.
El setembre del 2021, Goufone adquireix Soomfibra i integra els 2.500 clients de l’operador del Bages, que continuen sent atesos sota la mateixa marca.
El 2022, Goufone i Iguana es fusionen per crear un nou operador català, i l’1 de febrer del 2023 llancen al mercat Vera, la nova marca que agrupa als tres operadors sota un mateix nom. El propòsit de Vera és impulsar la digitalització de Catalunya i la seva gent.
Vera surt al mercat amb una cartera de 50.000 clients i una facturació l’any 2022 de més de 30 milions d’euros. Ofereix serveis de fibra òptica pròpia, telefonia mòbil i fixa, i serveis d’energia i té 6 botigues repartides pel territori (Vic, Igualada, Manresa, Mataró, Berga, Girona).